# Институт Федеральной службы безопасности Российской Федерации
Институт ФСБ России — высшее военно-учебное заведение, основанное 10 августа 1935 года, осуществляющее подготовку и переподготовку офицерских кадров военной контрразведки для Федеральной службы безопасности.

## Основная история
10 августа 1935 года Приказом НКВД СССР в системе Главного управления государственной безопасности была создана Новосибирская межкраевая школа ГУГБ НКВД СССР, для подготовки оперативных сотрудников государственной безопасности в области военной контрразведки. В 1941 году в начальный период Великой Отечественной войны в школе были созданы курсы подготовки оперативного состава, в 1943 году Приказом НКВД СССР на базе этих курсов была создана Школа подготовки оперативного состава ГУКР «Смерш» при Народном комиссариате обороны СССР. 29 апреля 1945 года Указом Президиума Верховного Совета СССР школе было вручено Красное Знамя.
5 апреля 1952 года Постановлением Совета Министров СССР и Приказом МГБ СССР Новосибирская межкраевая школа была переименована в Новосибирскую специальную школу № 311 МГБ СССР, с 1953 года — МВД СССР, с 1954 года — КГБ при СМ СССР, со сроком обучения два года. Структура школы включала в себя четыре учебные циклы: спецдисциплин, военно-физической подготовки, марксистско-ленинской подготовки и криминалистики, с 1960 года в школе начали функционировать Курсы переподготовки оперативного состава военной контрразведки со сроком обучения пять месяцев.
В 1974 году Постановлением Совета Министров СССР и Приказом КГБ при СМ СССР Новосибирская специальная школа № 311 была преобразована в Высшие курсы военной контрразведки КГБ СССР, с 1992 года — МБ с 1993 года — ФСК. Структура курсов включала в себя кафедры созданные на базе учебных циклов, были созданы два курса: переподготовки руководящего и оперативного состава военной контрразведки, в 1978 году был создан Институт повышения квалификации руководящего и оперативного состава особых отделов КГБ.
В 1985 году Указом Президиума Верховного Совета СССР «в связи с 50-летием и за заслуги в подготовке высококвалифицированных кадров для органов государственной безопасности» курсы были удостоены Ордена Красной Звезды.
В 1995 году Постановлением Правительства Российской Федерации Высшие курсы военной контрразведки ФСК были преобразованы в Институт переподготовки и повышения квалификации сотрудников ФСБ России. В 2007 году Институт переподготовки и повышения квалификации сотрудников ФСБ России был переименован в Институт ФСБ России. Среди выпускников института один офицер был удостоен звания Герой Советского Союза и семь офицеров были удостоены звания — Герой Российской Федерации.

## Руководители
- 1944—1949 — полковник Д. Ф. Каминский
- 1949—1960 — полковник В. М. Осипов
- 1960—1972 — полковник В. И. Воронов
- 1973—1977 — генерал-майор И. А. Фельдшеров
- 1977—1981 — генерал-майор М. С. Шейкин
- 1981—1986 — генерал-лейтенант Г. К. Липатов
- 1986—1993 — генерал-майор Ю. Н. Степанов[5]
- 1993—2005— генерал-майор В.А. Новиков[6]
- 2005—2009 — генерал-майор Е.С. Сысоев[7]
- 2009—2015 — генерал-майор В.М. Полежаев[8][9]
- 2015—2018 — генерал-майор Н.В. Плотников[10]
- 2018—2021 — генерал-майор В. В. Шмелёв[11]
- с 2021 — генерал-майор В. А. Круглов[12]

## Известные выпускники

### герои СССР и РФ
- Соколов, Борис Иннокентьевич
- Угрюмов, Герман Алексеевич
- Хоперсков, Григорий Константинович
- Дуканов, Олег Михайлович
- Шуляков, Александр Васильевич
- Ромашин, Сергей Викторович
- Громов, Сергей Сергеевич
- Яцков, Игорь Владимирович

### генералитет
- генерал-полковник А. А. Беспалов
- генерал-лейтенант С. В. Дьяков
- генерал-лейтенант Ю. Н. Степанов
- генерал-лейтенант Н. И. Рыжак
- контр-адмирал П. Г. Премьяк

## Награды и знаки отличия
- 1985 год — «в связи с 50-летием и за заслуги в подготовке высококвалифицированных кадров для органов государственной безопасности»